# منتخب المكسيك تحت 21 سنة لكرة القدم
منتخب المكسيك تحت 21 سنة لكرة القدم (بالإسبانية: Selección de fútbol sub-21 de México)‏ هو ممثل المكسيك الرسمي في المنافسات الدولية في كرة القدم
.